# Rose Wilder Lane
Rose Wilder Lane (De Smet, 5 dicembre 1886 – Danbury, 30 ottobre 1968) è stata una scrittrice, politologa e saggista statunitense.
È nota per essere, con Ayn Rand e Isabel Paterson, una delle madri fondatrici del libertarianismo americano ed è considerata una delle forze determinanti dietro il Partito Libertario americano.

## Biografia

### Primi anni e studi
Rose Wilder Lane era la prima figlia di Laura Elizabeth Ingalls (chiamata da Rose "Mama Bess", e nota come protagonista de "La casa nella prateria" (Little House on the Prairie), la popolare serie televisiva statunitense prodotta tra il 1974 e 1983) e Almanzo Wilder; fu l'unico figlio della coppia che sopravvisse fino all'età adulta.

I primi anni di Lane furono anni difficili per i suoi genitori a causa di successivi raccolti agricoli scadenti, malattie e croniche difficoltà economiche.
Durante la sua infanzia Lane si trasferisce con la famiglia più volte, vivendo con i parenti in Minnesota e poi in Florida, ritornando per un breve periodo a De Smet (Dakota del Sud), prima del trasferimento definitivo alla "Rocky Ridge Farm", una fattoria tre chilometri a sud ovest di Mansfield negli Ozarks (Missouri), nel 1894, dove i genitori gestiscono un caseificio e un'azienda ortofrutticola.
Lane frequenta le scuole superiori a Mansfield e Crowley (capoluogo della contea Acadia in Louisiana), dove la sorella del padre Eliza Jane Wilder Thayer abita, completando gli studi nel 1904.
La sua intelligenza e ambizione sono dimostrate dalla sua capacità di completare il corso di latino di tre anni in uno e dal risultare la migliore della sua classe a Crowley.

Nonostante questo successo scolastico la situazione economica dei suoi genitori non le permette di continuare gli studi al college e la sua istruzione regolare termina.

### Inizio carriera, matrimonio, divorzio
Dopo il diploma ritorna presso la fattoria dei genitori e impara la trasmissione di messaggi con il telegrafo elettrico presso la stazione ferroviaria di Mansfield dove il capostazione era un compagno di scuola del padre.
Prima di compiere i diciotto anni già lavora come telegrafista alla Western Union di Kansas City per 2,5 $ a settimana. Lavorerà sempre come telegrafista nei successivi cinque anni nel Missouri, nell'Indiana e in California.
Il 24 marzo 1909, a 22 anni, sposa il venditore e giornalista occasionale Claire Gillette Lane.

Verso il 1910 Lane partorisce un figlio, nato morto o deceduto subito dopo il parto.
Complicazioni in seguito a successivi interventi chirurgici sembra che non le permetteranno più di avere figli.
I particolari sulla morte del bambino restano vaghi; il fatto è menzionato solo brevemente in poche lettere scritte anni dopo per esprimere solidarietà e comprensione ad amici stretti che si erano trovati in una analoga situazione della perdita di un figlio.
Per alcuni anni seguenti Lane e il marito girano gli Stati Uniti lavorando nel commercio e iniziative promozionali.
Lettere ai genitori descrivono un'esistenza spensierata con Lane e il marito che attraversano parecchie volte gli Stati Uniti e svolgono vari lavori sia insieme che separatamente.
Tuttavia in un diario e successivi pezzi autobiografici relativi a questo periodo, Lane descrive sé stessa depressa e disillusa sul suo matrimonio, presa dalla tensione derivante dal riconoscimento che la sua intelligenza e i suoi interessi non legavano con la vita che trascorreva con il marito.
Racconta anche di un tentativo di suicidio narcotizzandosi con cloroformio, ma risvegliandosi con il mal di testa e un rinnovato interesse per la vita.

Profondamente consapevole della sua mancanza di una istruzione regolare, in questo periodo Lane divora libri e impara da sola diverse lingue.
La sua carriera di scrittrice inizia intorno al 1910 con lavori occasionali da giornalista indipendente con cui guadagna qualche soldo extra di cui ha un grande bisogno.
Tra il 1912 e il 1914, Lane (una delle prime agenti immobiliari donna) e il marito si occupano della vendita di un terreno agricolo in quella che ora è San Jose/Silicon Valley, nella zona a nord della California.
Fu ragionevole per i due lavorare separatamente per guadagnare provvigioni separate e Lane si rivelò essere migliore venditrice tra i due.
Il matrimonio naufragò; ci furono diversi periodi di separazione e infine un divorzio amichevole.
I diari di Lane rivelano successivi coinvolgimenti romantici con diversi uomini dopo il suo divorzio ma non si risposò più.
La minaccia dell'America di entrare nella prima guerra mondiale aveva seriamente indebolito il mercato dei beni immobili, così all'inizio del 1915 Lane accettò l'offerta di un amico di un lavoro di ripiego come assistente editoriale nel giornale "The Bulletin" di San Francisco.
Il lavoro di ripiego rappresentò una svolta.
Immediatamente catturò l'attenzione degli editori non solo col talento di scrittrice nelle sue pubblicazioni ma anche per l'estrema abilità nel curare le edizioni di altri scrittori.
In poco tempo le foto di Rose Wilder Lane e la sua firma comparivano sul Bulletin quotidianamente. Sfornava facilmente romantiche storie a puntate che duravano settimane.
I suoi racconti sulla vita di Henry Ford, Charlie Chaplin, Jack London e Herbert Hoover (che divenne amico per tutta la vita) furono pubblicati come libri.
Sempre nel 1915 la madre di Lane, Laura Ingalls Wilder, le fece visita per parecchi mesi.
Insieme parteciparono alla "Panama Pacific International Exposition"; molti dettagli su questa visita e sulla vita quotidiana nel 1915 sono conservate nelle lettere di Laura Ingalls Wilder al marito e sono disponibili nel volume "West from Home" (ultimo libro della serie "Little House"), pubblicato da un erede di Lane nel 1974.
Anche se i diari di Lane indicano che si era separata dal marito nel 1915, le lettere della madre non lo riportano.
Durante la visita di due mesi della suocera, Gillette Lane risultava convivente con la moglie, anche se disoccupato e in cerca di lavoro.
Sembra che la separazione fosse stata tenuta nascosta durante la visita della madre o non avesse ancora comportato abitazioni separate.

### La carriera di scrittricefreelance
Nel 1918 il matrimonio di Lane era ufficialmente terminato e lascia il suo impiego nel "Bulletin" di San Francisco per avviarsi alla carriera di scrittrice indipendente (freelance).
Da allora fino agli inizi degli anni quaranta i lavori di Lane appaiono regolarmente in pubblicazioni importanti come "Harper's Magazine", "The Saturday Evening Post", "Sunset", "Good Housekeeping" e "Ladies' Home Journal".

Molti dei suoi racconti sono stati nominati per il Premio O. Henry e alcuni romanzi divennero best seller.

Rose Wilder Lane è stata anche la prima biografa di Herbert Hoover, scrivendo "The Making of Herbert Hoover" nel 1920 in collaborazione con Charles K. Field, direttore della rivista "Sunset".
Fu amica e difese Hoover per il resto della vita e molto del suo carteggio personale è ora nella "Rose Wilder Lane Collection" nella "Herbert Hoover Library" a West Branch (Iowa).
Le carte di Lane contengono solo una piccola parte della corrispondenza con Hoover ma gli archivi "Hoover Post-Presidential Individual series" contengono documentazione che copre il periodo 1936-1963.
Alla fine degli anni venti era considerata una delle donne scrittrici meglio pagate in America e tra i suoi amici contava personaggi come Herbert Hoover, Sinclair Lewis, Dorothy Thompson e Lowell Thomas.
Nonostante il successo, Lane si ritrovava a corto di contante (e doveva scrivere articoli ben pagati ma non poteva occuparsi dei suoi interessi crescenti sulle teorie politiche e storia mondiale)
 per via della patologica generosità verso la famiglia e gli amici.
Nella mezza-età soffriva di periodiche crisi di insicurezze e depressione, diagnosticando per sé stessa una psicosi maniaco-depressiva (oggi più comunemente nota come disturbo bipolare).
Durante questi periodi di depressione, quando non era in grado di occuparsi delle sue opere, Lane trovava facilmente lavoro come ghostwriter o redattore "silenzioso" per altri autori ben noti (questi ultimi comparivano come i veri autori dei lavori; i suoi scritti erano firmati da altri che si attribuivano la paternità del lavoro).
I lavori occasionali di Lane come corrispondente di guerra cominciarono con una collaborazione con la "American Red Cross" (Croce rossa americana) in Europa nell'ufficio relazioni pubbliche dopo la Prima guerra mondiale e continuò fino al 1965 quando, all'età di 78 anni, fece la corrispondente dal Vietnam per la rivista "Woman's Day", fornendo "un punto di vista femminile". Viaggiò molto in Europa e in Asia per conto della Croce Rossa.

Nel 1926, Lane, Helen Dore Boylston e la loro cameriera francese fecero un viaggio dalla Francia all'Albania su un'automobile a cui aveva dato il nome "Zenobia".

Un resoconto del viaggio, "Travels With Zenobia: Paris to Albania by Model T Ford" fu pubblicato nel 1983.
Lane si innamorò dell'Albania e ci visse per diversi periodi durante gli anni venti, intervallati da soggiorni a Parigi e presso i suoi genitori nella "Rocky Ridge Farm" nel Missouri.
Adottò ufficiosamente un ragazzo albanese di nome Rexh Meta, che lei sostenne le avesse salvato la vita in un viaggio a piedi su una montagna pericolosa; in seguito sostenne economicamente la sua educazione alla Università di Oxford nel Regno Unito.

Nel 1928 Lane ritornò negli USA per vivere nella fattoria dei suoi genitori e prese con sé e educò due fratelli orfani del posto.

Nel 1938 acquistò una casa in campagna vicino a Danbury, nel Connecticut, dove trascorse il resto della sua vita.

### Collaborazioni letterarie
Il ruolo esatto nella famosa serie di libri "Little House", scritti dalla madre, resta poco chiaro.

Un fattore importante nella nascita di quelle opere fu il crollo del mercato azionario del 1929 (il noto Martedì nero) che cancellò i suoi investimenti e quelli dei suoi genitori.

La conseguente grande depressione ridusse ulteriormente il mercato per la sua attività di scrittrice e si trovò isolata e depressa alla "Rocky Ridge Farm", lottando per mantenere i suoi impegni per il sostentamento di sé stessa, dei bambini che aveva adottato e dei suoi vecchi genitori che si erano ritirati dall'attività agricola attiva con l'incoraggiamento di Lane e contando sul suo aiuto economico.

Il suo lavoro di ghostwriting aumentò in questo periodo perché la sua depressione tendeva ad influenzare la sua capacità creativa nello sviluppo dei suoi scritti.
Sul finire degli anni trenta sua madre le sottopose un manoscritto "grezzo" in cui raccontava la sua dura infanzia di pioniere.
Lane, usando il suo ben sviluppato senso del commercio, rifletté attentamente.

Ritenne che gli americani, stanchi di quella che venne definita la grande depressione, sarebbero stati molto interessati alla storia di sentimenti, autonomia e determinazione della famiglia Ingalls nel superare gli ostacoli mantenendo il loro senso di indipendenza, come viene raccontato attraverso gli occhi della coraggiosa Laura nel periodo della sua maturazione dai cinque ai diciotto anni.

Non è chiaro se Laura Ingalls Wilder fosse una scrittrice naturalmente dotata, il cui talento non venne mai scoperto fino ai suoi sessant'anni, con Lane che contribuisce al successo della madre con incoraggiamenti e le sue conoscenze nel campo dell'editoria, o se la figlia in sostanza avesse preso in mano il manoscritto grezzo e impubblicabile della madre e riscritto completamente la serie di libri che oggi conosciamo.

La verità sembra essere a metà strada. La carriera di scrittrice della Wilder come giornalista di provincia e saggista credibile cominciò più di due decenni prima della serie "Little House" e le capacità editoriali e di scrittrice "per conto di altri" sono ben documentate.
Le prove esistenti (inclusa la corrispondenza tra le due donne in merito allo sviluppo della serie in più volumi e i diari personali di Lane descrivono il tempo trascorso lavorando ai manoscritti e all'iniziale abbozzo steso dalla madre) tendono a rivelare una continua collaborazione reciproca che ha coinvolto Lane in modo più ampio nei primi libri e molto meno esteso quando la serie si è conclusa, man mano che la fiducia nelle sue capacità di scrittrice della madre aumentavano e Lane non viveva più nella "Rocky Ridge Farm".

Lane sostenne fino alla fine che considerava il suo ruolo poco più di quello di un consigliere della madre, nonostante molta documentazione dimostri il contrario.

La Wilder non tenne copia della corrispondenza con la figlia, ma quest'ultima ha conservato copia praticamente di tutto quello che scriveva, inclusa la corrispondenza con sua madre relativa a libri "Little House".
La corrispondenza dimostra che a volte la Wilder rifiutò categoricamente di accettare alcuni dei suggerimenti della figlia e altre volte li accettò con gratitudine.
La revisione diLane e la sua abilità di scrittrice ghost portarono a un notevole ritmo produttivo, strutturazione dell'opera e caratterizzazione dei personaggi rendendo le storie pubblicabili in forma di libro.

Di fatto questa collaborazione fu utile alla carriera di Lane quanto a quella della madre; molti dei più popolari racconti e i suoi romanzi di maggior successo commerciale vennero scritti allora e si alimentarono dal materiale che era preso direttamente dai ricordi delle vicende della famiglia Ingalls-Wilder. Le sue opere "Let the Hurricane Roar" (poi intitolato "Young Pioneers") e "Free Land", sono entrambe incentrate sulle difficoltà di mettere in piedi una fattoria nel Dakota alla fine dell'Ottocento e narrano come la free land in realtà costasse ai pionieri i risparmi di una vita.

Il "Saturday Evening Post" pagò bene Lane per pubblicare a puntate entrambi i romanzi che furono poi usati ampiamente per programmi radiofonici.

### Editorialista di un giornale per neri: "The Pittsburgh Courier"
Durante la seconda guerra mondiale Lane ebbe una delle più notevoli ma poco studiate fasi della sua carriera.

Dal 1942 al 1945 tenne una rubrica per il settimanale "Pittsburg Courier", il più letto quotidiano statunitense dedicato a persone di colore.
Attraverso di esso raggiunse un pubblico di lettori che era molte volte maggiore di quello che aveva con qualsiasi altra opera che scrisse in quel periodo.
Ogni numero aveva una tiratura di 270 000 copie, mentre la tiratura totale del "Discovery of Freedom" in tutta la vita di Lane raggiunse solo un migliaio di copie.

Invece di nascondere o tagliare la sua visione politica basata sul laissez-faire, colse l'occasione per venderla ai lettori.
Cercò argomenti di particolare interesse per il suo pubblico.

Il suo primo ingresso entusiastico caratterizzò la "Double V Campaign" come parte della più generale lotta per la libertà individuale nella storia americana.
"Questo, finalmente, è il luogo in cui sto bene", scrisse a proposito del suo nuovo lavoro. "Qui ci sono gli americani che conoscono il valore dell'eguaglianza e della libertà" (31 ottobre 1942).

Le sue colonne selezionavano storie di neri di successo per illustrare i temi più ampi dell'imprenditorialità, libertà e creatività.
Contemporaneamente, metteva a confronto il talento di Robert Vann e Henry Ford.
I giornali di Vann illustravano i benefici di una "società capitalista in cui un orfano senza un soldo, uno di una minoranza disprezzata può creare il "Pittsburgh Courier" e pubblicamente, con forza, in tutta sicurezza, attacca il parere della maggioranza" mentre Ford ha mostrato come un povero meccanico può creare "centinaia di posti di lavoro... mettendo anche i mendicanti in auto" (30 ottobre 1943; 27 novembre 1943).

Aveva combinato la difesa del laissez-faire e l'antirazzismo.
Le opinioni espresse sulla razza erano notevolmente simili a quelle della scrittrice nera e compagna altrettanto individualista Zora Neale Hurston.
Le colonne di Lane evidenziano l'arbitrarietà delle categorie razziali e sottolineano la centralità dell'individuo.

Invece di assecondare un "ridicolo, stupido e tragico errore di 'razza', col quale una minoranza della popolazione della terra si è illusa nel corso dell'ultimo secolo", era il momento per tutti gli americani (bianchi e neri) di "rinunciare alla loro razza".
Giudicare dal colore della pelle era paragonabile ai comunisti che valutano colpa o virtù sulla base della classe.
A suo avviso, le idee sbagliate di razza e di classe derivavano dalla "distinzione di classe della vecchia Inghilterra feudale".
I collettivisti, tra cui i seguaci del New Deal, sono stati responsabili di aver riempito "le giovani menti con fantasie di 'razze' e 'classi' e 'masse', tutte controllate da divinità pagane chiamate determinismo economico o società o governo" ("Pittsburgh Courier", 27 febbraio 1943).

### "The Discovery of Freedom"
Verso il 1940, nonostante le continue richieste degli editori per opere di narrativa e saggistica, Lane si allontana dalla scrittura commerciale e diventa nota come una dei più influenti americani di idee libertarianiste di metà del XX secolo.
Si oppose con veemenza a New Deal, socialismo strisciante, sicurezza sociale, razionamento del tempo di guerra e tutte le forme di tassazione, sostenendo di avere smesso di scrivere opere di narrativa commerciali ben pagate allo scopo di protestare contro il pagamento delle tasse.

Tagliò il suo reddito e ridusse le spese al minimo e visse una versione moderna della vita dei suoi antenati pionieri nei pressi di Danbury nel Connecticut.

Ferma oppositrice del comunismo dopo averlo sperimentato in prima persona in Unione Sovietica durante i suoi viaggi per la Croce Rossa, scrisse l'opera molto influente "The Discovery of Freedom" (1943) e instancabilmente promosse e scrisse sulla libertà individuale e sul suo impatto sull'umanità.

Lane invecchiava e le sue opinioni politiche si consolidarono in un fondamentalismo libertario e la sua difesa di quelli che riteneva i principi fondamentali americani di libertà e indipendenza sarebbe potuta diventare dura e caustica in caso di dissenso.

### Gli ultimi anni
Verso la fine degli anni quaranta e lungo gli anni cinquanta, Lane svolse un ruolo diretto nel lancio del "libertarian movement" (movimento libertario), termine a quanto pare coniato da lei.

Scrisse recensioni di libri per il "National Economic Council" e più tardi per il "Volker Fund", da cui si sviluppò l'"Institute for Humane Studies".

Successivamente ha insegnato e ha dato un generoso sostegno finanziario alla "Freedom School" guidata dal libertarianista Rober LeFevre.

Con la morte della madre nel 1957 usò la casa della fattoria "Rocky Ridge Farm" riconvertita dall'agricoltore che in precedenza aveva acquistato il terreno circostante.
La gente del luogo mise insieme una organizzazione non-profit per acquistare la casa e il suo terreno per farne un museo.
Dopo qualche diffidenza all'idea di vedere la casa anziché i libri stessi diventare un "santuario" a sua madre, Lane ritenne che farne un museo avrebbe determinato un'attenzione di lunga durata sui libri.

Diede il denaro necessario per acquistare la casa e farne un museo, accettando di contribuire ogni anno in modo consistente per la sua manutenzione e diede anche molti oggetti della famiglia per collaborare a creare quello che divenne un museo popolare che attira sempre migliaia di visitatori ogni anno a Mansfield.

L'eredità dovuta alla rendita crescente dei libri "Little House" della Wilder mise fine per il resto dei suoi giorni al modesto stile di vita che Lane si era imposta; cominciò a viaggiare molto e rinnovò completamente e ristrutturò la sua casa nel Connecticut.

Durante il 1960 Lane rivive la sua carriera di scrittrice commerciale pubblicando articoli su periodici popolari tra cui un reportage su un suo straordinario viaggio nella zona di guerra nel Vietnam verso la fine del 1965.
Lane ha scritto un libro molto popolare ricco di dettagli sulla storia del cucito in America (con un forte sottofondo libertario) per "Womans's Day" e curò la pubblicazione di "On The Way Home", fornendo una cornice autobiografica al diario originale di sua madre relativo al loro viaggio di sei settimane dal Sud Dakota al Missouri del 1894.
Questo libro ha lo scopo di servire come pietra angolare della serie "Little House", per quei molti fan che dopo la morte della Wilder scrivevano a Lane chiedendo "che cosa è successo dopo?".
Ha contribuito con recensioni di libri per l'influente "William Volker Fund" e continuò a lavorare su ampie revisioni a "The Discovery of Freedom", che non ha mai completato.

Lane è stata la "nonna" adottiva e mentore di Roger MacBride, meglio conosciuto come candidato alla presidenza degli Stati Uniti nel 1976 per il Partito Libertario.
Roger era il figlio di Burt MacBride, uno dei redattori di Lane. Con lui, che conosceva da quando era quattordicenne, aveva un forte legame affettivo. Più tardi lei ammise che lo educava per essere il futuro leader del pensiero libertario.

Oltre ad essere un amico intimo, divenne anche il suo avvocato e manager e, infine, l'erede della serie "Little House" e del franchise che costruì attorno dopo la morte di Lane del valore di molti milioni di dollari.
MacBride è stato l'autore dello spin-off "The Rose Years" per la "Little House Series", una rivisitazione in più parti semi-immaginaria della vita di Rose tra i sette e i diciannove anni.
L'ultimo dei tanti pupilli preso sotto l'ala di Lane fu la sorella del suo interprete vietnamita; colpita dall'intelligenza della ragazza, ha contribuito a portarla negli Stati Uniti e si occupò della sua iscrizione a un college.
Lane è morta nel sonno all'età di ottantuno anni, il 30 ottobre 1968, proprio mentre stava per partire per un giro del mondo di tre anni. Riposa nel Mansfield Cemetery, a Mansfield, nel Missouri, accanto ai genitori.
Dieci anni dopo la sua morte, la ABC realizzò una miniserie di tre episodi "The Young Pioneers", interpretato da Linda Purl e Roger Kern come sposi nel Dakota, durante gli anni settanta e basato su una raccolta di romanzi di Lane.

## Opere
- (EN) Smith Art, The Story of Art Smith, a cura di Rose Wilder Lane, 1915. Biografia dell'aviatore Art Smith apparsa a puntate su "The Bulletin".
  - Ristampa: (EN) Art Smith, Rose Wilder Lane, Art Smith's Story: The Autobiography Of The Boy Aviator Which Appeared As A Serial In The Bulletin (1915), Whitefish, Montana, USA, Kessinger Publishing, 2008-11-30, ISBN 1-4371-6719-5.
  - Informazioni su Art Smith: (EN) Aeronautics: Pilot Smith, su time.com, Time Inc., 22 febbraio 1926. URL consultato il 13 dicembre 2009 (archiviato dall'url originale il 30 marzo 2012).
- Henry Ford's Own Story, 1917. Biografia.
  - Ristampa (EN) Henry Ford's Own Story; How a Farmer Boy Rose to the Power That Goes with..., Charleston, South Carolina, USA, BiblioLife, LLC, 2008.
  - In anteprima limitata: (EN) Henry Ford's Own Story; How a Farmer Boy Rose to the Power That Goes with ..., su books.google.it, Google Libri. URL consultato il 13 dicembre 2009.
  - Il testo completo: (EN) Henry Ford's Own Story, su archive.org, Internet Archive. URL consultato il 21 dicembre 2009.
- Diverging Roads, The Century co., 1919. Romanzo.
  - Ristampa: (EN) Diverging Roads, Whitefish, Montana, USA, Kessinger Publishing, 2007, ISBN 0-548-27979-9.
  - Il testo completo: (EN) Diverging Roads, su archive.org, Internet Archive. URL consultato il 21 dicembre 2009.
- White Shadows on the South Seas (con Frederick O'Brien), 1919. Racconto di viaggio.
  - Ristampa: (EN) Frederick O'Brien, White Shadows in the South Seas, Charleston (Carolina del Sud), BiblioLife, 2009, ISBN 0-559-05561-7.
  - Il testo completo: (EN) White Shadows on the South Seas, su archive.org, Internet Archive. URL consultato il 21 dicembre 2009.
- The Making of Herbert Hoover, 1920. Biografia.
  - Ristampa: (EN) The Making of Herbert Hoover, READ BOOKS, 2008, ISBN 1-4437-1756-8.
  - Anteprima limitata: (EN) The Making of Herbert Hoover, su books.google.it, READ BOOKS. URL consultato il 19 dicembre 2009.
- The Peaks of Shala, Harper & brothers, 1923. Racconto di viaggio.
- He Was A Man, Harper & brothers, 1925
- Hillbilly, 1925. Romanzo.
- Cindy, Harper & Brothers, 1928. Romanzo.
- Let the Hurricane Roar, 1932. Più noto come Young Pioneers.
  - Ristampa: (EN) Let the hurricane roar, New York, Harper & Row (HarperCollins), 1985, ISBN 0-06-440158-8.
  - Anteprima limitata: (EN) Young Pioneers, su books.google.it, James Clarke & Co.. URL consultato il 19 dicembre 2009.
- Old Home Town, 1935. Romanzo.
  - Ristampa: (EN) Old Home Town, Lincoln (Nebraska), University of Nebraska Press, 1985, ISBN 0-8032-7917-5.
  - Anteprima limitata: (EN) Old Home Town, su books.google.it, University of Nebraska Press. URL consultato il 19 dicembre 2009.
- Give Me Liberty, Longmans, Green and co., 1936. Pagine 62. Nota anche come: Credo. Storia politica.
  - Ristampa: (EN) Give me liberty, Caldwell (Idaho), Caxton Printers, 1954.
- Free Land, 1938. Romanzo.
  - Ristampa: (EN) Free Land, Lincoln (Nebraska), University of Nebraska Press, 1984, ISBN 0-8032-7914-0.
  - Anteprima limitata: (EN) Free Land - Rose Wilder Lane, su books.google.it, University of Nebraska Press. URL consultato il 19 dicembre 2009.
- The Discovery of Freedom, 1943. Storia politica.
  - Il testo completo dell'opera (10 Mbyte): (EN) The Discovery of Freedom (PDF), su mises.org, Ludwig von Mises Institute - Auburn, Alabama. URL consultato il 19 dicembre 2009.
- What Is This: The Gestapo?, National Economic Council, 1943. Pamphlet.
- On the Way Home, Harper & Row, 1962.
  - Ristampa: (EN) Laura Ingalls Wilder, On the Way Home, Logan, Iowa, Perfection Learning Corporation, 1976, ISBN 0-7807-0897-0.
- The Woman's Day Book of American Needlework, Simon and Schuster, 1963, pagine 208.
- (EN) Helen Dore Boylston e William V. Holtz, Travels with Zenobia: Paris to Albania by Model T Ford, Columbia, Missouri, University of Missouri Press, 1983, ISBN 978-0-8262-0390-8.

## Opere su Rose Wilder Lane
- (EN) William V. Holtz, The Ghost in the Little House: A Life of Rose Wilder Lane, Missouri biography series, Columbia, Missouri, University of Missouri Press, 1995, ISBN 0-8262-1015-5.
  - Nota dell'editore: (EN) The Ghost in the Little House - A Life of Rose Wilder Lane, su press.umsystem.edu, University of Missouri Press. URL consultato il 23 dicembre 2009 (archiviato dall'url originale il 20 giugno 2010).
  - Anteprima limitata: (EN) The Ghost in the Little House: A Life of Rose Wilder Lane, su books.google.it, University of Missouri Press. URL consultato il 21 dicembre 2009.
- (EN) Dorothy Thompson e Rose Wilder Lane, Forty Years of Friendship Letters, 1921-1960, a cura di William Holtz, Columbia, Missouri, University of Missouri Press, 1991,  pp. xi, 208, ISBN 0-8262-0646-8.
  - Nota dell'editore: (EN) Dorothy Thompson and Rose Wilder Lane Forty Years of Friendship Letters, 1921-1960, su press.umsystem.edu, University of Missouri Press. URL consultato il 23 dicembre 2009 (archiviato dall'url originale il 20 giugno 2010).
- (EN) Amy Mattson Lauters, The rediscovered writings of Rose Wilder Lane, literary journalist, Columbia, Missouri, University of Missouri Press, 2007, ISBN 0-8262-1721-4.
  - Anteprima limitata: (EN) The rediscovered writings of Rose Wilder Lane, literary journalist, su books.google.it, University of Missouri Press. URL consultato il 23 dicembre 2009.
- (EN) David T. Beito e Linda Royster Beito, Isabel Paterson, Rose Wilder Lane, and Zora Neale Hurston on War, Race, the State, and Liberty (PDF), su independent.org, The Independent Review, v. XII, n. 4, Spring 2008, ISSN 1086-1653,  pp. 553-573. URL consultato il 23 dicembre 2009.
- (EN) John E. Miller, Becoming Laura Ingalls Wilder: The Woman Behind the Legend, Columbia, Missouri, University of Missouri Press, 1998, ISBN 0-8262-1648-X.
  - Anteprima limitata: (EN) Becoming Laura Ingalls Wilder: The Woman Behind the Legend, su books.google.it, University of Missouri Press. URL consultato il 23 dicembre 2009.
- (EN) Roger Lea MacBride, Rose Wilder Lane: her story, New York, Stein and Day, 1977, ISBN 0-8128-6077-2.
- (EN) Imad-ad-Dean Ahmad (a cura di), Islam and the discovery of freedom, Beltsville, Maryland, Amana Publications, 1997, ISBN 0-915957-73-6.